# Teinolophos
Teinolophos — доісторичний однопрохідний. Його відомо з чотирьох зразків, кожен з яких складається з часткової нижньої щелепної кістки, зібраної з формації Вонтхаггі у Флет-Рокс, Вікторія, Австралія. Він жив під час пізнього барремського віку нижньої крейди. Назва виду на честь художника Пітера Труслера. Назва роду, Teinolophos, означає «розширений гребінь», що вказує на структуру його зубів.
Спочатку Тейнолофос вважався еупантотером. Подальші дослідження виявили схожість зі Steropodon, за винятком розміру: тварина була близько 10 см в довжину. Його часто вказують як стероподонтид, хоча він може бути більш базальним. Тейнолофос глибоко розходиться в межах монотремальної еволюції, тому в 2022 році було запропоновано перемістити його до власної родини Teinolophidae.
Голотип є частковим лівим зубом, відомим як NMV P208231. Вік приблизно 123 мільйонів років робить це найдавнішим відомим монотремом. Нижній моляр за морфологією в основному схожий на m2 Steropodon.